# Million Dollar Quartet
Million Dollar Quartet – grupa muzyczna, w której skład wchodzili: Elvis Presley (gitara, fortepian), Johnny Cash, Carl Perkins (gitara) i Jerry Lee Lewis (fortepian).
Zespół utworzony został przypadkowo na potrzeby jednej sesji nagraniowej 4 grudnia 1956 roku, mającej miejsce w studiu Sun Records w Memphis, USA. W tym dniu naprawdę odbywała się sesja nagraniowa Carla Perkinsa i jego Carl Perkins Band. Swoją nazwę grupa otrzymała dopiero 25 lat później, gdy właściciel Sun Records, Sam Philips po raz pierwszy wydał nagrania zespołu na albumie pod tytułem Million Dolar Quartet. Nagrano kilkadziesiąt utworów, które w większości wydano na ww. albumie. Pozostałe nagrania, m.in. utwory świąteczne oraz piosenki, w których słychać głównie Johnny’ego Casha, wciąż pozostają w archiwach. Nagrania wydano dopiero w 1981 roku, ponieważ prawa autorskie zabraniały w 1956 roku wydania płyty z utworami artystów związanych kontraktami z innymi wytwórniami.
Podczas trwającej kilka godzin sesji zarejestrowano m.in. następujące utwory: You Belong to My Heart; When God Dips His Love In My Heart; Just a Little Talk With Jesus; Jesus Walked that Lonesome Valley; I Shall Not Be Moved; Peace in the Valley; Down by the Riverside; I’m With the Crowd But Oh So Alone; Farther Along; Blessed Jesus (Hold My Hand); As We Travel Alone On the Jericho Road; I Just Can’t Make It By Myself; Little Cabin on the Hill; Summertime Has Passed and Gone; I Hear a Sweet Voice Calling; Sweetheart You Done Me Wrong; Keeper of the Key; Crazy Arms; Don’t Forbid Me; Don’t Forbid Me / You Belong To My Heart; Too Much Monkey Business; Brown Eyed Handsome Man; Out of Sight, Out of Mind; Brown Eyed Handsome Man; Reconsider Baby; Paralyzed; Don’t Be Cruel; There’s No Place Like Home; When the Saints Go Marching In; Softly And Tenderly; Is It So Strange; That’s When Your Heartaches Begin; Brown Eyed Handsome Man; Rip it Up; I’m Gonna Bid My Blues Goodbye; Crazy Arms; That’s My Desire; End of the Road; Black Bottom Stom; You’re the Only Star In My Blue Heaven.
Oprócz czterech znanych artystów w nagraniach brali również udział: Jay Perkins (gitara), Clayton Perkins (kontrabas), W.S. „Fluke” Holland (perkusja). Wszyscy stanowili grupę Carla Perkinsa biorącą udział w sesji nagraniowej.